# Skyltdocka

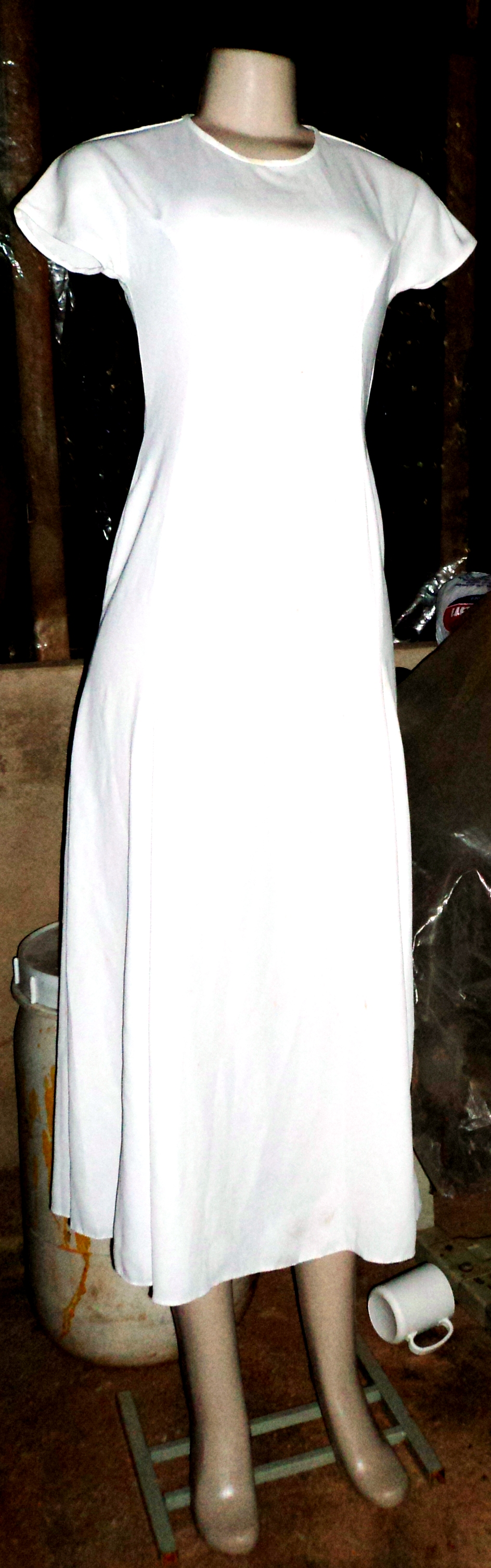
Skyltdocka.

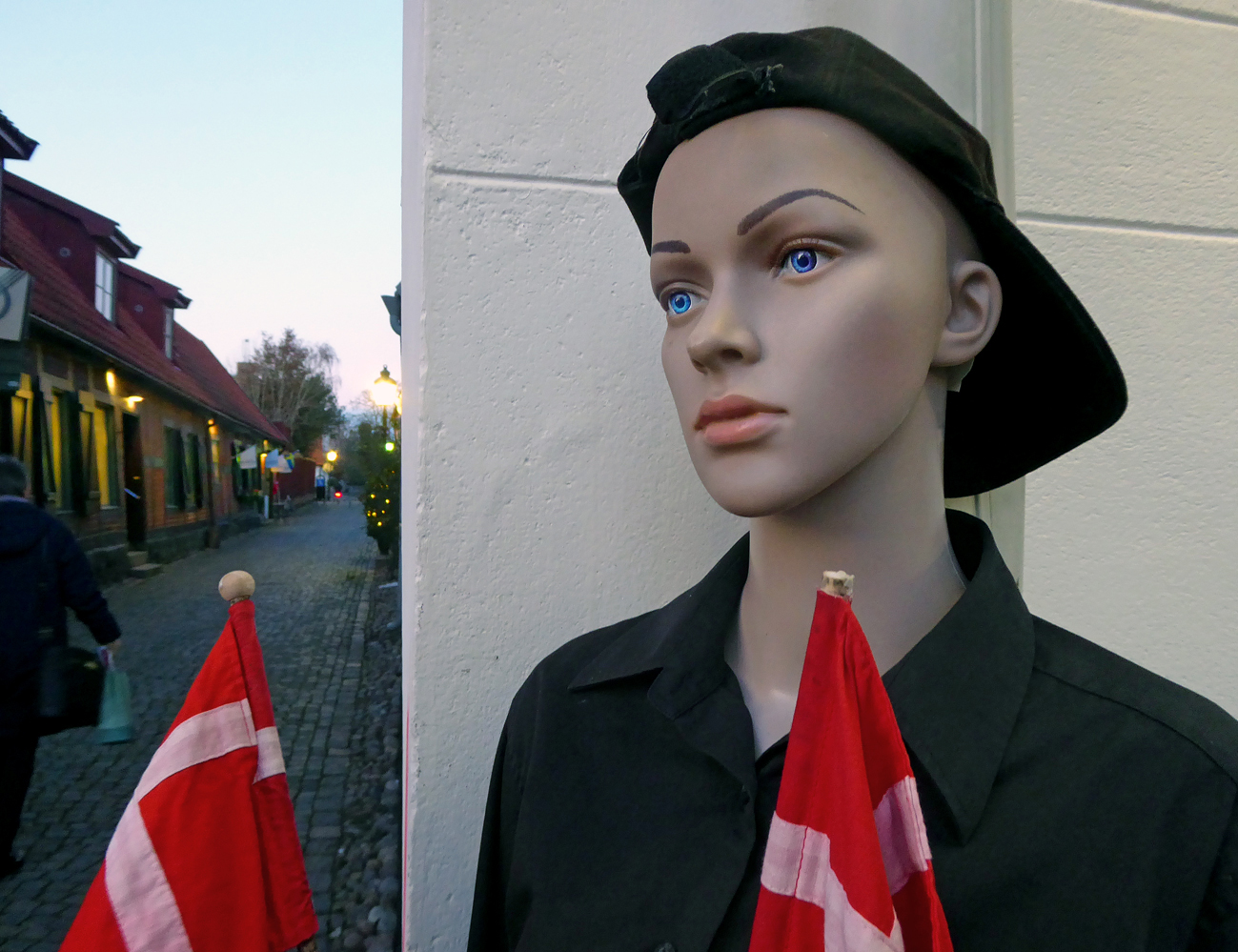
En skyltdocka gör reklam för en Dansk restaurang i centrala Ystad 2019.

Skyltdocka är en docka som ställs upp i klädaffärens skyltfönster. På skyltdockan sitter kläder som för tillfället är mode. På så vis får man en bättre bild av hur kläderna ser ut då någon har på sig dem än om man bara hänger upp kläderna på en krok.
En skyltdocka är ett sätt att exponera kläder. Det kan vara i kommersiellt eller informativt syfte, till exempel på museer, mässor, utställningar, events eller installationer. Skyltdockor produceras över hela världen och nästan alla etniska grupper finns representerade. Dockor finns i alla storlekar för barn, dam och herr.
Definition i Svenska Akademiens Ordbok: "Människofigur (i naturlig storlek) som uppbär kläder i skyltfönster".
Skyltdockorna har sitt ursprung i en form av skyltdockor i miniatyr, de så kallade  pandoradockorna, som under 1700-talet sändes omkring i Europa och Amerika för att visa upp de senaste modetrenderna.